# Caldeira de l'Agrio
La caldera del Agrio ou caldeira de l'Agrio, en  Argentine, est une grande caldeira volcanique située à l'extrême nord-ouest de la province de Neuquén en Patagonie. Elle fut formée il y a deux millions d'années et héberge le lac Agrio. Elle est bordée à l'ouest par le volcan Copahue actif actuellement.

## Description
Sa forme est quadrangulaire et ses dimensions sont plus ou moins de 15 km (nord-sud) et 20 km (ouest-est). À l'ouest se trouve le massif du volcan Copahue et la frontière chilienne. Le lac Agrio, en forme de fer à cheval à convexité ouest est situé dans le quart sud-est de cette caldeira, à une bonne dizaine de kilomètres à l'est du volcan Copahue, et occupe une de ses parties les plus déclives. 
La caldeira constitue le bassin supérieur du Río Agrio, important affluent du Río Neuquén. Dans sa partie occidentale près de la frontière chilienne, la province de Neuquén a établi le très beau petit parc provincial Copahue dont le territoire comprend les versants argentins du volcan jusqu'aux localités de Copahue et de Caviahue.

## Situation et accès
La caldeira de l'Agrio se situe entre les 37° et 38° 45´ de latitude sud, et les 71° et 71° 10´ de longitude ouest. Elle se trouve à 70 km au nord-ouest de la ville de Loncopué et à 380 km de la ville de Neuquén. Pour y accéder depuis cette dernière, on prend la route nationale no 22 jusque Zapala puis Las Lajas, et de là, la route provinciale no 21, qui passe par Loncopué. De là, la route provinciale 26 mène à 
la petite ville de Copahue, tandis que la provinciale 27 dessert Caviahue, toutes deux situées au centre de la caldeira. 
L'altitude de la caldeira oscille entre 1 600 et 2 300 mètres, atteignant un maximum au sommet du volcan Copahue, qui atteint 2 930 mètres.

## Historique - formation de la caldeira
Il y a environ 4 300 000 ans (plus ou moins 200 000) débuta un épisode volcanique important dans la région. Cette période permit l'édification d'un énorme stratovolcan dont le centre principal d'émission se situait au niveau de l'actuelle petite localité de Las Máquinas (d'après Pesce, 1989). 
Plus de deux millions d'années plus tard, il y a environ 2 050 000 années (à plus ou moins 50 000 années), c’est-à-dire à l'époque du Pliocène tardif, se produisit une importante éruption plinienne (très explosive), à la suite de laquelle l'énorme volcan s'effondra et l'actuelle caldeira du Río Agrio se forma . Selon Panarello, ce fut l'épisode volcanique le plus important de cet ancien volcan qui cessa d'exister comme tel. Lors de cette éruption gigantesque des flots de matières pyroclastiques furent éjectés vers l'extérieur et vers l'intérieur de la caldeira. Ultérieurement, dès le début du pléistocène, divers épisodes volcaniques menèrent à la formation de divers volcans, dont le dernier en date est le volcan Copahue, seul actif actuellement. 
Le volcanisme dans la région est lié à la rencontre de la plaque tectonique de Nazca dérivant vers l'est et de la plaque sud-américaine, dérivant vers le nord, depuis des dizaines de millions d'années (subduction de la plaque de Nazca sous la plaque sud-américaine à la vitesse de 7,55 cm par an).

### Sources et bibliographie
- (es) H.O. Panarello, « Características isotópicas y termodinámicas de reservorio del Campo geotérmico Copahue-Caviahue, provincia del Neuquén », Revista de la Asociación Geológica Argentina, no 57(2),‎ 2002, p. 182-194
- (es) A.H. Pesce, « Evolución volcano-tectónica del Complejo Efusivo Copahue-Caviahue y su modelo geotérmico preliminar », Revista de la Asociación Geológica Argentina, no XLIV (1-4),‎ 1989, p. 307-327